# Otto Horber
Otto Heinrich Horber (ur. 7 maja 1912 w Zurychu, zm. 14 marca 2003 tamże) – szwajcarski strzelec, olimpijczyk, multimedalista mistrzostw świata.

## Życiorys
Syn doktora Otto Horbera i potomek Kaspra Horbera (pochodzącego z Aadorfu XIX-wiecznego piwowara). Był członkiem Standschützen Gesellschaft Neumünster. Dwukrotnie zwyciężył na festiwalu strzeleckim Knabenschiessen w latach 1924 i 1926 (osiągnięcie to wyrównano dopiero w XXI wieku). Był też królem strzelców („Schützenkönig”) podczas zawodów federalnych w Lucernie w 1939 roku. 
Horber dwukrotnie wystartował na igrzyskach olimpijskich (IO 1948, IO 1952), pojawiając się w czterech konkurencjach. Najlepszy wynik osiągnął na turnieju w 1952 roku w Oslo, gdzie był na 6. miejscu w karabinie małokalibrowym leżąc z 50 m. Na tych samych zawodach był 10. w karabinie małokalibrowym w trzech postawach z 300 m. Podczas swojego pierwszego olimpijskiego startu uplasował się na 9. miejscu w karabinie dowolnym w trzech postawach z 300 m i na 12. pozycji w karabinie małokalibrowym leżąc z 50 m.
Szwajcar jest 33-krotnym medalistą mistrzostw świata (12 złotych, 9 srebrnych i 12 brązowych medali), w tym 24-krotnym w zmaganiach drużynowych. Indywidualnie dwukrotnie został mistrzem świata, trzykrotnie wicemistrzem i czterokrotnie brązowym medalistą. Najwięcej pozycji medalowych osiągnął podczas turnieju w 1947 roku (9), podczas którego zrównał się liczbą medali ze Szwedem Kurtem Johanssonem. Jest jednym z najbardziej utytułowanych strzelców sportowych w historii.
Karierę zakończył w 1952 roku. W 1955 roku został wybrany do władz UIT (obecnie ISSF – Międzynarodowa Federacja Strzelectwa Sportowego). W 1993 roku został honorowym członkiem Szwajcarskiego Związku Strzeleckiego i Europejskiej Konfederacji Strzelectwa. 
Zmarł w 2003 roku. Kolekcja licznych trofeów Otto Horbera została po jego śmierci przekazana do Muzeum Strzelectwa w Bernie przez jego syna, Otto Horbera juniora. 

## Wyniki

### Igrzyska olimpijskie
| Igrzyska      | Konkurencja                               | Wynik                           | Miejsce | Źródło |
| ------------- | ----------------------------------------- | ------------------------------- | ------- | ------ |
| Londyn 1948   | Karabin dowolny, trzy postawy, 300 m      | 1080 pkt. (381–366–333)         | 9       | [ 9 ]  |
| Londyn 1948   | Karabin małokalibrowy leżąc, 50 m         | 595 pkt. (100–100–100–98–99–98) | 12      | [ 10 ] |
| Helsinki 1952 | Karabin małokalibrowy, trzy postawy, 50 m | 1156 pkt. (398–387–371)         | 10      | [ 11 ] |
| Helsinki 1952 | Karabin małokalibrowy leżąc, 50 m         | 398 pkt. (100–100–100–98)       | 6       | [ 12 ] |

### Medale mistrzostw świata
Opracowano na podstawie materiałów źródłowych:
| Mistrzostwa       | Konkurencja                                                      | Wynik                              | Miejsce |
| ----------------- | ---------------------------------------------------------------- | ---------------------------------- | ------- |
| Rzym 1935         | Karabin dowolny, trzy postawy, 300 m, drużynowo                  | 5446 pkt. (druż.)                  |         |
| Helsinki 1937     | Karabin wojskowy, trzy postawy, 300 m, drużynowo                 | 2586 pkt. (druż.)                  |         |
| Helsinki 1937     | Karabin wojskowy klęcząc, 300 m, drużynowo                       | 907 pkt. (druż.)                   |         |
| Helsinki 1937     | Karabin wojskowy stojąc, 300 m, drużynowo                        | 781 pkt. (druż.)                   |         |
| Helsinki 1937     | Karabin dowolny, trzy postawy, 300 m, drużynowo                  | 5481 pkt. (druż.)                  |         |
| Helsinki 1937     | Karabin dowolny klęcząc, 300 m, drużynowo                        | 1833 pkt. (druż.)                  |         |
| Helsinki 1937     | Karabin dowolny stojąc, 300 m, drużynowo                         | 1751 pkt. (druż.)                  |         |
| Helsinki 1937     | Karabin małokalibrowy klęcząc, 50 m, drużynowo                   | 1883 pkt. (druż.)                  |         |
| Helsinki 1937     | Karabin małokalibrowy stojąc, 50 m, drużynowo                    | 1840 pkt. (druż.)                  |         |
| Lucerna 1939      | Karabin wojskowy, trzy postawy, 300 m, drużynowo (3x20 strzałów) | 2607 pkt. (druż.)                  |         |
| Lucerna 1939      | Karabin wojskowy klęcząc, 300 m                                  | 359 pkt.                           |         |
| Lucerna 1939      | Karabin dowolny, trzy postawy, 300 m, drużynowo                  | 5415 pkt. (druż.)                  |         |
| Lucerna 1939      | Karabin małokalibrowy stojąc, 50 m, drużynowo                    | 1858 pkt. (druż.)                  |         |
| Sztokholm 1947    | Karabin wojskowy szybkostrzelny, 300 m                           | 216 pkt.                           |         |
| Sztokholm 1947    | Karabin wojskowy szybkostrzelny, 300 m, drużynowo                | 845 pkt. (druż.) 216 pkt. (ind.)   |         |
| Sztokholm 1947    | Karabin standardowy, trzy postawy, 300 m                         | 524 pkt.                           |         |
| Sztokholm 1947    | Karabin standardowy, trzy postawy, 300 m, drużynowo              | 2576 pkt. (druż.) 524 pkt. (ind.)  |         |
| Sztokholm 1947    | Karabin dowolny, trzy postawy, 300 m                             | 1111 pkt.                          |         |
| Sztokholm 1947    | Karabin dowolny, trzy postawy, 300 m, drużynowo                  | 5500 pkt. (druż.) 1111 pkt. (ind.) |         |
| Sztokholm 1947    | Karabin dowolny leżąc, 300 m                                     | 388 pkt.                           |         |
| Sztokholm 1947    | Karabin małokalibrowy klęcząc, 50 m                              | 388 pkt.                           |         |
| Sztokholm 1947    | Karabin małokalibrowy klęcząc, 50 m, drużynowo                   | 1920 pkt. (druż.) 388 pkt. (ind.)  |         |
| Buenos Aires 1949 | Karabin standardowy, trzy postawy, 300 m, drużynowo              | 2486 pkt. (druż.)                  |         |
| Buenos Aires 1949 | Karabin dowolny, trzy postawy, 300 m, drużynowo                  | 5508 pkt. (druż.)                  |         |
| Buenos Aires 1949 | Karabin małokalibrowy leżąc, 50 i 100 m, drużynowo               | 2933 pkt. (druż.)                  |         |
| Buenos Aires 1949 | Karabin dowolny leżąc, 300 m                                     | 388 pkt.                           |         |
| Buenos Aires 1949 | Karabin dowolny klęcząc, 300 m                                   | 374 pkt.                           |         |
| Oslo 1952         | Karabin małokalibrowy, trzy postawy, 50 m, drużynowo             | 5781 pkt. (druż.)                  |         |
| Oslo 1952         | Karabin małokalibrowy leżąc, 50 m, drużynowo                     | 1984 pkt. (druż.)                  |         |
| Oslo 1952         | Karabin małokalibrowy klęcząc, 50 m, drużynowo                   | 1934 pkt. (druż.)                  |         |
| Oslo 1952         | Karabin dowolny, trzy postawy, 300 m, drużynowo                  | 5540 pkt. (druż.)                  |         |
| Oslo 1952         | Karabin dowolny klęcząc, 300 m                                   | 378 pkt.                           |         |
| Oslo 1952         | Karabin standardowy, trzy postawy, 300 m, drużynowo              | 2601 pkt. (druż.)                  |         |